# Hr.Ms. Onvermoeid (1954)
De Hr.Ms. Onvermoeid (M887, A857) was een Nederlandse oceaanmijnenveger van de Onversaagdklasse, gebouwd door de Amerikaanse scheepswerf Peterson Builders Inc. uit Sturgeon Bay. De schepen van de Onversaagdklasse waren in de Verenigde Staten gebouwde mijnenvegers van de Aggressiveklasse. Op 2 augustus 1965 werd de Onvermoeid herklasseerd tot hoofdkwartier-ondersteuningsschip ten behoeve van de Mijnendienst. Na de uit dienst name is het schip verkocht, op 8 februari 1975, voor de sloop.